# Белопольская телебашня
Белопольская телебашня — цельнометаллическая пространственная решётчатая телевизионная башня в Белополье.

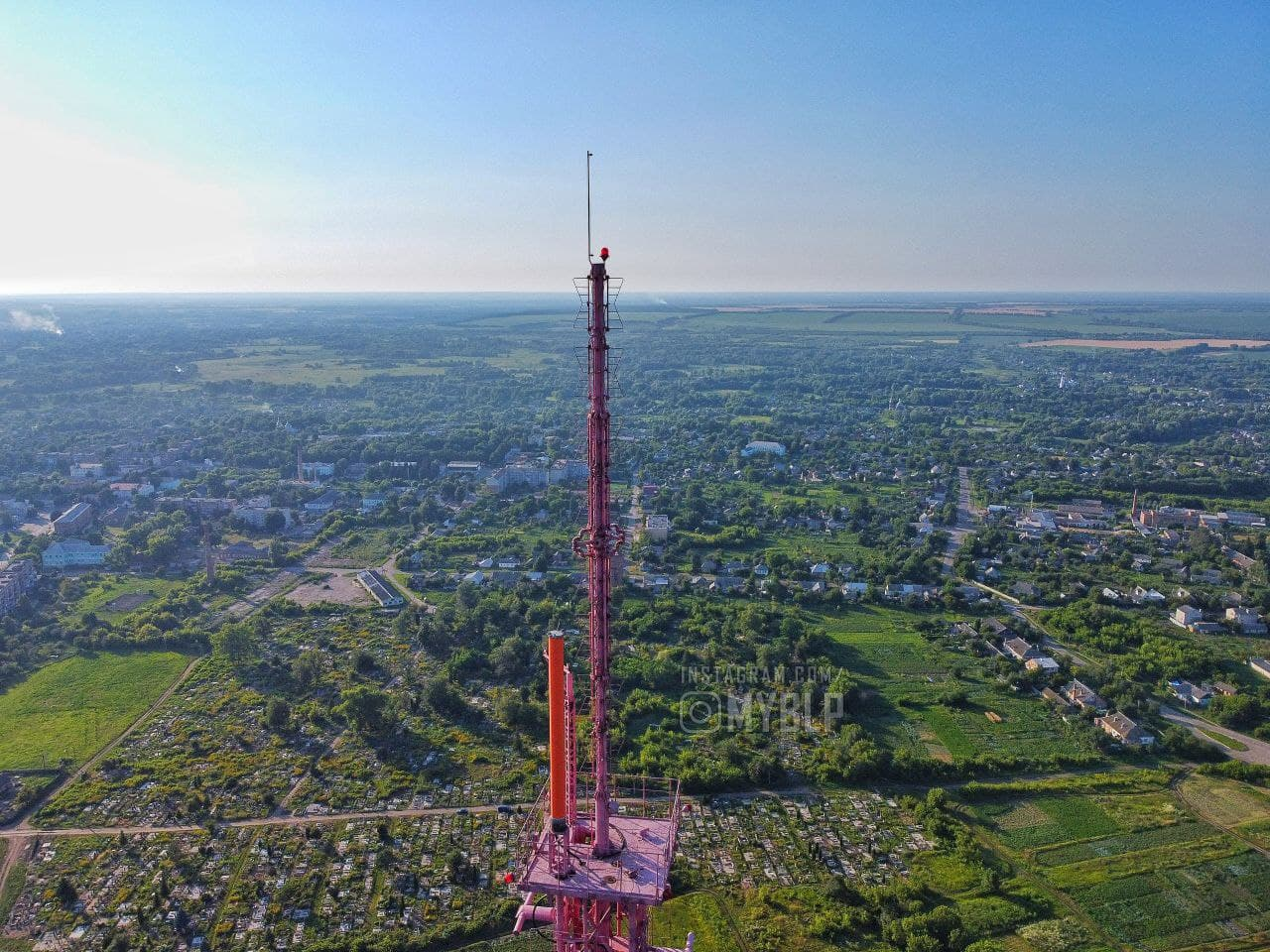

## Описание
Сооружение телебашни было завершено в 1966 году. Высота башни вместе с антеннами составляет 196 метров, высота верхнего площадке — 180 метров. Сейчас с башни есть речь 4-х цифровых мультиплексоров, аналогового телевидения (2 очень мощные передатчика и 2 передатчика средней мощности) и радио (УКВ и FM). Телебашня обслуживает центральную часть Сумской области, в частности Белополье и Белопольский район, Сумы и Сумской район, Путивль и Путивльский район.
Башня построена по типовому проекту 3803-КМ (34084-КМ). До высоты 155 метров — пирамида с переломами поясов на 32 и 64 метрах. Далее призма базой 1,75х1,75 метра высотой 25 метров. Верхняя площадка 2,5х2,5 метра на отметке 180 метров и труба для турникетной антенны.
По этому проекту построены, и поэтому одинаковые, следующие башни: Андреевская (Черняховская), Белопольская, Донецка, Ивано-Франковска, Каменская, Кропивницкая, Луганская, Львовская, Одесская, Подольская, Черкасская, Черновицкая и ряд других.